# Jodyna

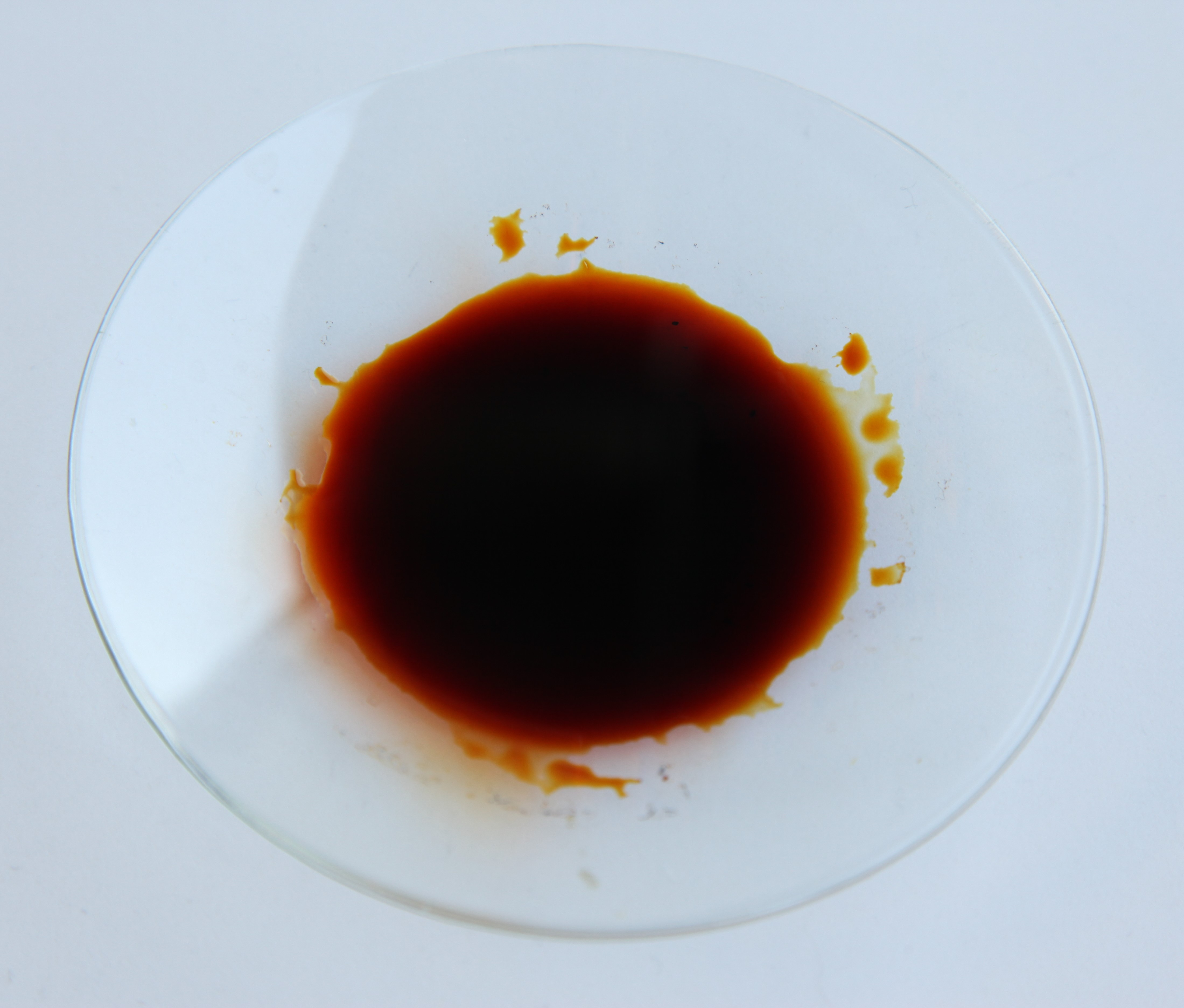
Jodyna

Jodyna, nalewka jodowa (łac. Iodi solutio spirituosa, Tinctura Jodi) – rozcieńczony roztwór jodu w etanolu o stężeniu ok. 90° (90 % obj.) z dodatkiem jodku potasu jako środka stabilizującego. Jest to ciemnobrunatna, klarowna ciecz. Służy do dezynfekcji skóry. Może być też używana do uzdatniania wody.

## Skład jodyny
Według Farmakopei Polskiej jodyna zawiera 3% jodu i 1% jodku potasowego. W zależności od receptury może zawierać 2–10% jodu. Jod rozpuszczony w etanolu ma ograniczoną trwałość. Reaguje z wodą obecną w roztworze (ok. 10%), dając jodowodór i kwas podjodawy, który z kolei utlenia etanol do aldehydu i kwasu octowego. Jodowodór działa drażniąco, dlatego też w celu zwiększenia trwałości preparatu stosuje się dodatek rozpuszczalnego jodku. W wyniku reakcji jodu cząsteczkowego z anionem jodkowym powstaje stosunkowo trwały anion trijodkowy:
I
2 + I−
 → I−
3
Zapobiega to tworzeniu się większych ilości jodowodoru.

## Preparatyka
1 część jodku potasu rozpuszcza się w 6 częściach wody i do otrzymanego roztworu dodaje się 3 części jodu. Następnie uzupełnia się etanolem 95% do 100 części (jeśli rozpuszczono 3 g jodu, uzupełnia się etanolem do masy 100 g).